# Hittmanic Verses
Hittmanic Verses jest pierwszym studyjnym albumem Hittmana (wprawdzie nagrał wcześniej Murda Weapon, ale album nie został wydany). Gościnnie występują Dr. Dre oraz Knoc-turn’al

## Lista utworów
1. West Coast Shit 4:08
2. Get Myne 5:22
3. Last Dayz 3:12
4. The Hiznit 3:10  (gościnnie Dr. Dre)
5. When It Comes to the Hoes 4:28  (gościnnie Dr. Dre)
6. Let Shit Go 3:44  (gościnnie Knoc-turn’al)
7. Whatch Out 2:54  (gościnnie Knoc-turn’al)
8. Bloww 3:11  (gościnnie Dr. Dre i Knoc-turn’al)
9. La La La 3:35
10. Front Page 3:39
11. Shady 4:07
12. I Just Want to Ride 4:25
13. It Ain't Safe 4:12